# Chamaecrista nictitans
Chamaecrista nictitans är en ärtväxtart som först beskrevs av Carl von Linné, och fick sitt nu gällande namn av Conrad Moench. Enligt Catalogue of Life ingår Chamaecrista nictitans i släktet Chamaecrista och familjen ärtväxter, men enligt Dyntaxa är tillhörigheten istället släktet Chamaecrista och familjen ärtväxter. IUCN kategoriserar arten globalt som livskraftig. Arten har ej påträffats i Sverige.

## Underarter
Arten delas in i följande underarter:
- C. n. brachypoda
- C. n. disadena
- C. n. nictitans
- C. n. patellaria
- C. n. aspera
- C. n. mensalis

## Bildgalleri

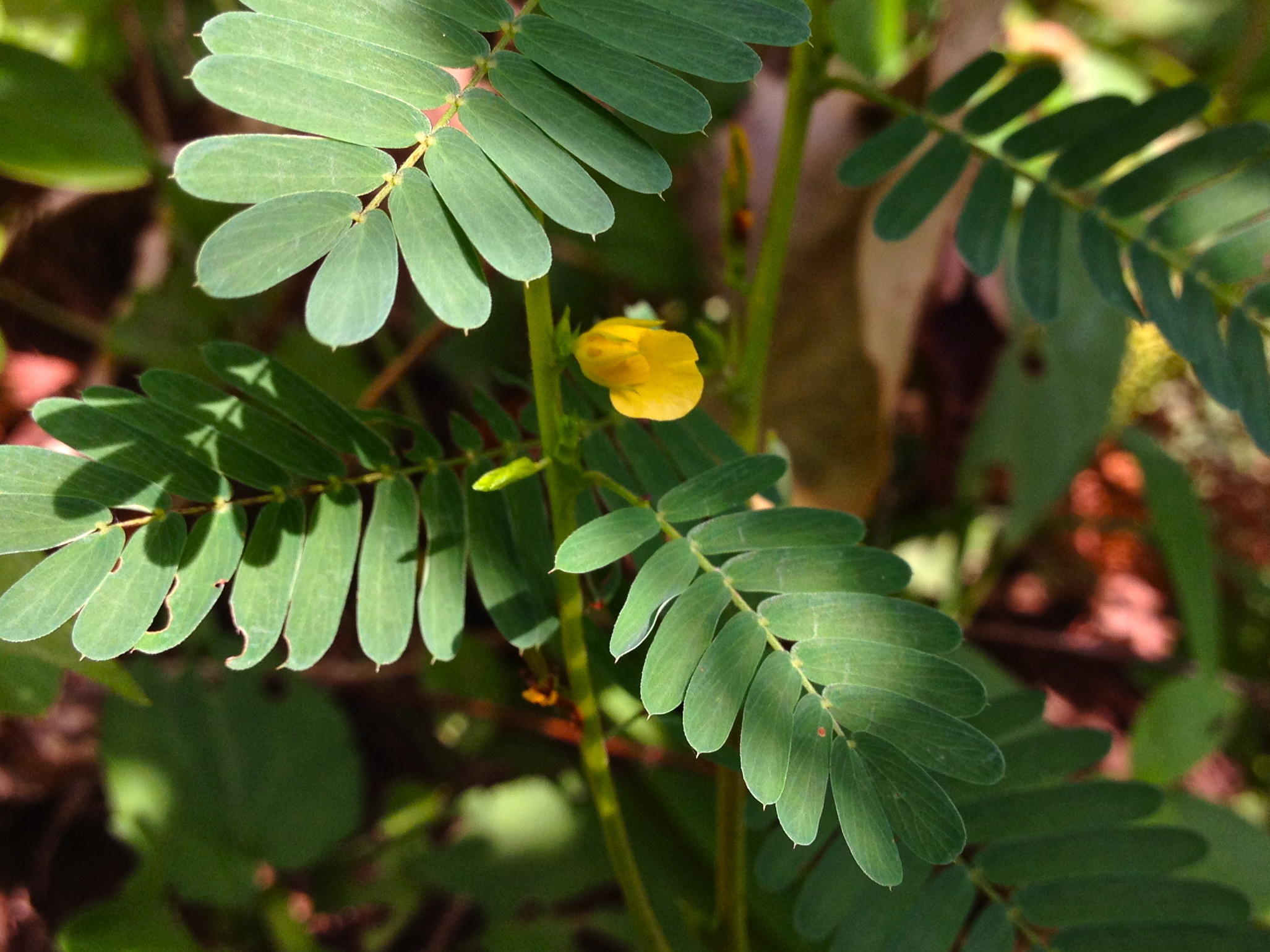
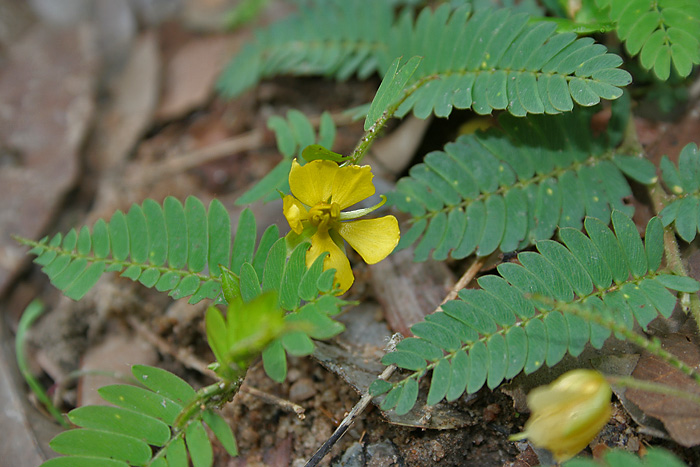
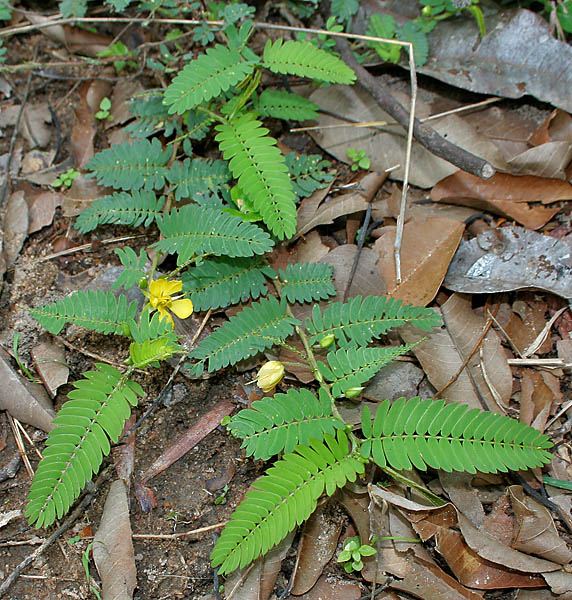
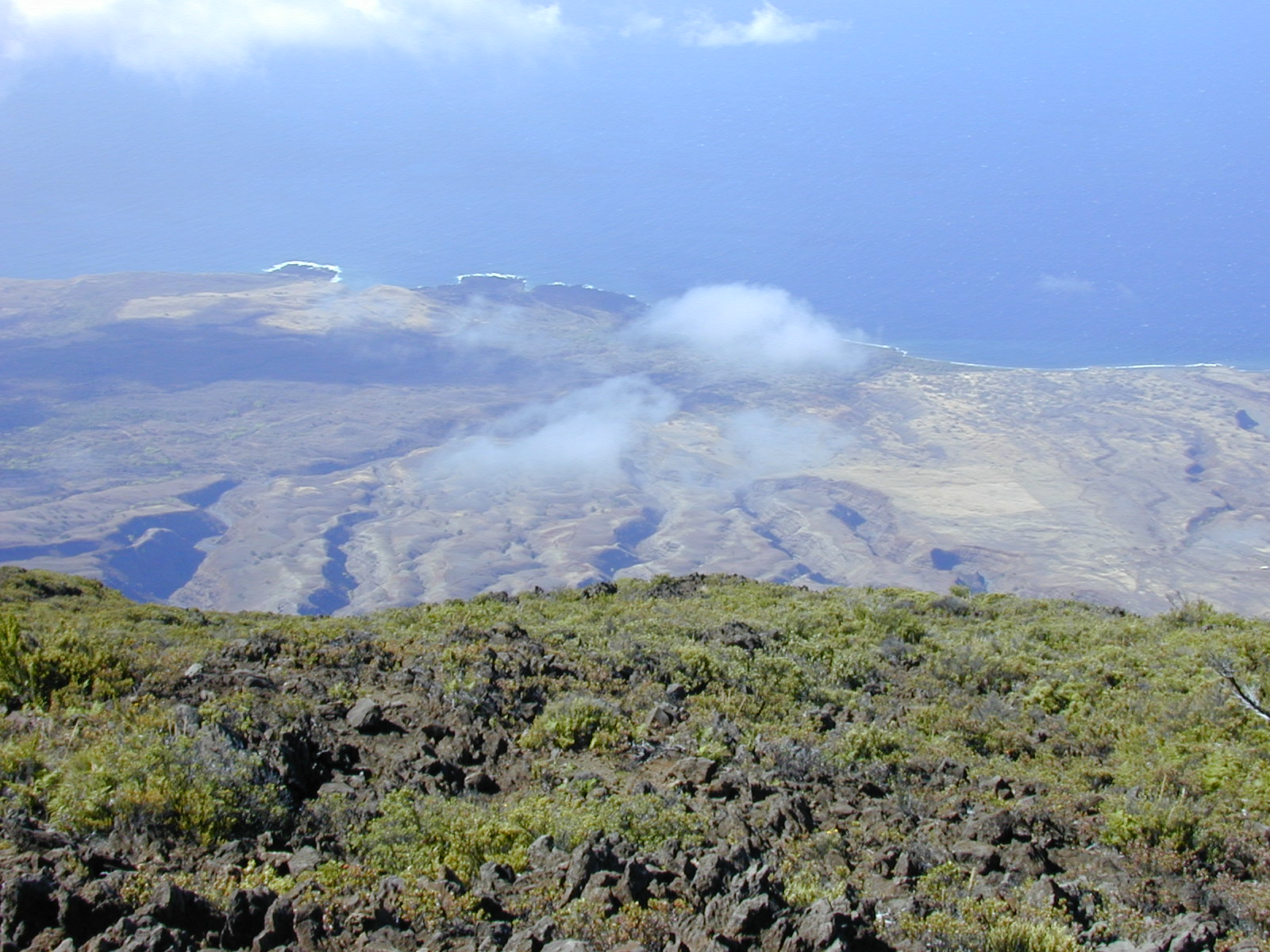